# Física

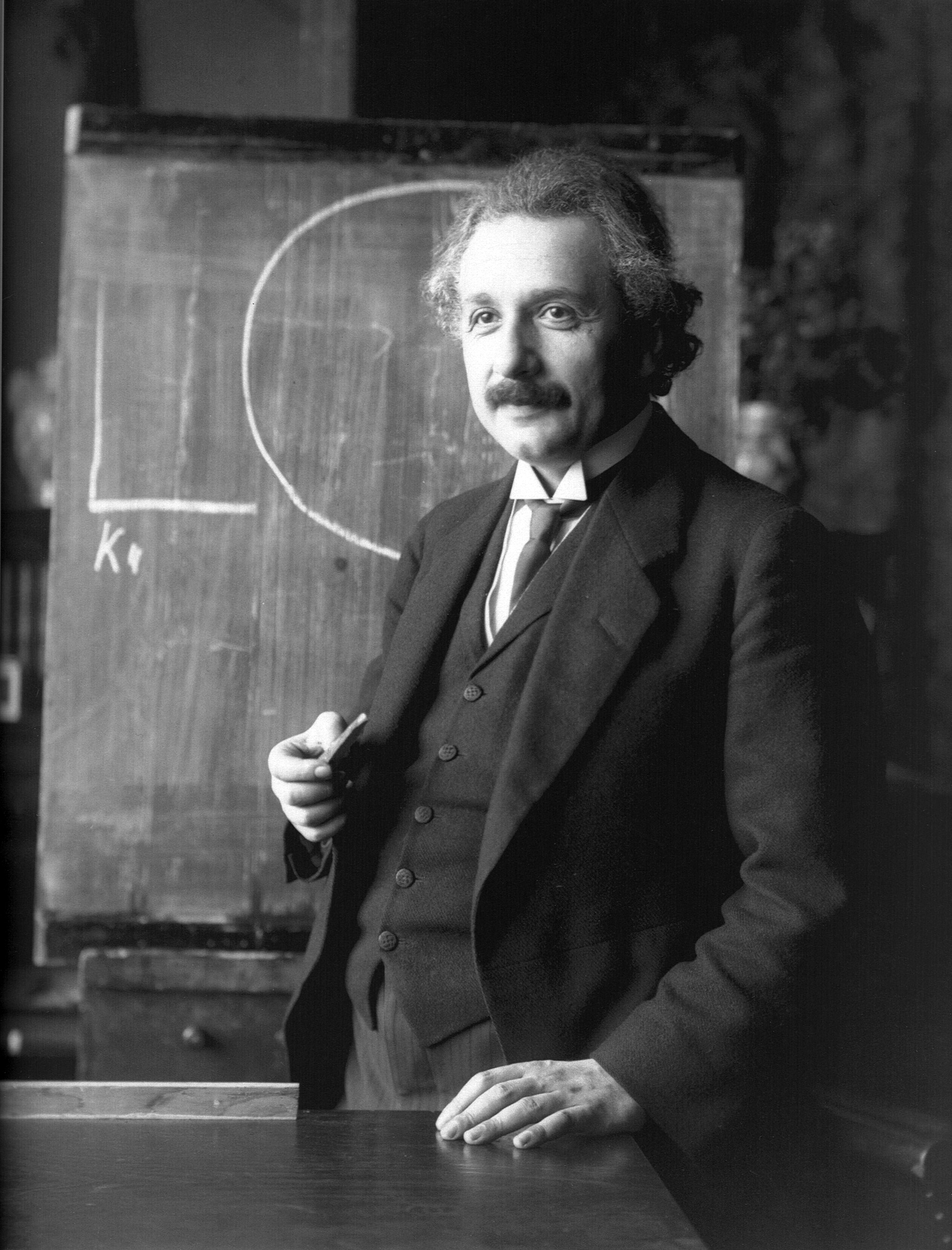
«El objetivo de la ciencia es, por una parte, una comprensión, lo más completa posible, de la conexión entre las experiencias de los sentidos en su totalidad y, por otra, la obtención de dicho objetivo usando un número mínimo de conceptos y relaciones primarios». Albert Einstein

La física (del latín physica, y este del griego antiguo φυσικός physikós «natural, relativo a la naturaleza») es la ciencia natural que estudia la naturaleza de los componentes y fenómenos más fundamentales del Universo como lo son la energía, la materia, la fuerza, el movimiento, el espacio-tiempo, las magnitudes y propiedades naturales fundamentales y las interacciones fundamentales.

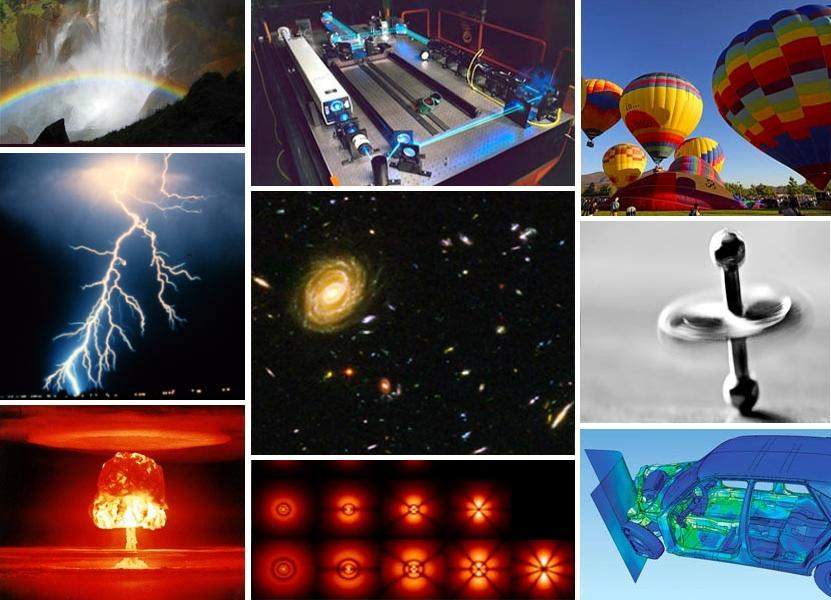
La física explica con un número limitado de leyes las relaciones entre materia y energía del universo, abarcando desde fenómenos que incluyen partículas subatómicas hasta fenómenos como el nacimiento de una estrella.

El alcance de la física es extraordinariamente amplio y puede incluir estudios tan diversos como la mecánica cuántica, la física teórica o la óptica. La física moderna se orienta a una especialización creciente, donde las investigaciones y los grupos de investigación, tienden a enfocar áreas particulares más que a ser universalistas, como lo fueron Albert Einstein o Lev Landáu, que trabajaron en una multiplicidad de áreas.

La física es tal vez la más antigua de todas las disciplinas académicas, ya que la astronomía es una de sus subdisciplinas, y tanto esta como la aplicación de las matemáticas al estudio de la naturaleza, también comenzó hace más de dos mil años con los primeros trabajos de filósofos griegos. En los últimos dos milenios, la física fue considerada parte de lo que ahora llamamos filosofía, química y ciertas ramas de las matemáticas y la biología, pero durante la revolución científica en el siglo XVII se convirtió en una ciencia moderna, única por derecho propio. Sin embargo, en la actualidad la interdisciplinariedad, especialmente en algunas esferas de la física, química y matemática, han dado lugar tanto a avances, como a ramas difusas, como la química cuántica, por lo que los límites de la física con otras ramas de la ciencia tienden a ser cada vez más difíciles de distinguir, y hacia la unidad de la ciencia. La formulación de las teorías sobre las leyes que gobiernan el Universo, como se indicaba, ha sido un objetivo central de la física desde tiempos remotos, con la filosofía griega, y antecedentes de aplicación del método científico como los de Arquímedes, y, actualmente, la filosofía del empleo sistemático de experimentos cuantitativos de observación y prueba como fuente de verificación. La clave del desarrollo histórico de la física incluye hitos como la ley de la gravitación universal y la mecánica clásica de Newton, la comprensión de la naturaleza de la electricidad y su relación con el magnetismo de Faraday, la teoría de la relatividad especial y teoría de la relatividad general de Einstein, el desarrollo de la termodinámica con James Prescott Joule y Sadi Carnot y el modelo de la mecánica cuántica a los niveles de la física atómica y subatómica con Louis-Victor de Broglie, Heisenberg y Erwin Schrödinger.

«Si he logrado ver más lejos, ha sido porque he subido a hombros de gigantes». Isaac Newton. (Cita original de Bernardo de Chartres).

Esta disciplina incentiva competencias, métodos y una cultura científica que permitan comprender nuestro mundo físico, para luego actuar sobre él, incluso hubo intentos para aplicar conceptos de las nuevas teorías emergentes de principios del siglo XX a la observación e investigación de la realidad. Sus procesos cognitivos se han convertido en protagonistas del saber y hacer científico y tecnológico general, ayudando a conocer, teorizar, experimentar y evaluar actos dentro de diversos sistemas, clarificando causa y efecto en numerosos fenómenos, mediante el empleo del método científico y principalmente de la metodología experimental y positivista, con un amplio auge a partir del trabajo conjunto entre diversas ramas, y, especialmente, entre la física y la tecnología (cuando se ha logrado).
De esta manera, se puede considerar con cierta seguridad y carácter de verdad, que la física contribuye a la ciencia, a la conservación y preservación de recursos, y al desarrollo y el avance tecnológico, social y cultural, facilitando la toma de conciencia y la participación efectiva y sostenida de la sociedad en la resolución de sus propios problemas.
Como toda ciencia, la física busca que sus conclusiones puedan ser verificables y replicables mediante experimentos, es decir, se vale del método científico para poder establecer relaciones de causalidad y también correlaciones, permitiendo demostrar sus teorías y explicar las observaciones. De este modo se pretende que pueda realizar predicciones de experimentos futuros basados en observaciones previas. Sin embargo, dada la amplitud del campo de estudio de la física, así como su desarrollo histórico con relación a otras ciencias, se la puede considerar la ciencia fundamental o central, ya que incluye dentro de su campo de estudio a la química, la biología y la electrónica, además de explicar sus fenómenos, al tratar de explicar las leyes fundamentales de la naturaleza.
Se puede afirmar, pues, que la física no es solo una ciencia teórica; es también una ciencia experimental, y, en su intento de describir los fenómenos naturales con exactitud y veracidad, ha llegado a límites impensables: el conocimiento actual abarca desde la descripción de partículas fundamentales microscópicas hasta el nacimiento de las estrellas en el universo e incluso el poder conocer con una gran probabilidad lo que aconteció en los primeros instantes del nacimiento de nuestro universo,por citar unos pocos campos.
Para poder probar sus teorías, así como por las dificultades que muchas veces entraña y las discusiones que han tenido lugar y han partido de la física teórica,se han valido de instrumentos e ingenios diversos, así como de los avances matemáticos, pero también han dado lugar y propiciado el desarrollo de nuevos avances tecnológicos. Por ejemplo, los avances en la comprensión del electromagnetismo, la física del estado sólido y la física nuclear llevaron directamente al desarrollo de nuevos productos que transformaron la sociedad actual, como la televisión, las computadoras, los electrodomésticos y las armas nucleares; los avances en termodinámica llevaron al desarrollo de la industrialización; y los avances en mecánica inspiraron el desarrollo del cálculo.

## Teorías básicas
Habiendo partido de una física genérica, con la finalidad de resolver las situaciones cotidianas y dar explicación a los eventos observados en la naturaleza,la física actual se divide en varias ramas, destacando la física teórica que se dedica al avance y desarrollo (y revisión) de la parte fundamental, sus teorías básicas. Cada una de estas teorías ha ido aportando diferentes aproximaciones al estudio de la naturaleza, el cosmos, y el origen y comportamiento del universo de los distintos elementos que lo integran. Por ejemplo, la teoría de la física clásica basada en las observaciones y principios de Newton y Cavendish entre otros, permitió describir con elevada precisión el movimiento de los objetos, partiendo de los principios de Newton o mecánica clásica, siendo aplicables o de precisión aceptable cuando se estudian objetos o fenómenos que se muevan a una velocidad mucho menor que la de la luz. Estas teorías siguen siendo áreas de investigación activa en la actualidad. La teoría del caos, un aspecto notable de la mecánica clásica, se descubrió en el siglo XX, tres siglos después de la formulación original de la mecánica clásica por Newton (1642-1727).
Estas teorías centrales son herramientas importantes para la investigación de temas más especializados, y son estudiadas en ingeniería y física, independientemente de su especialización. Entre ellas se encuentran la mecánica clásica, la mecánica cuántica, la termodinámica y la física estadística, el electromagnetismo y la relatividad especial.

### En la física clásica
La física clásica incluye las ramas y las cuestiones tradicionales reconocidas y bien desarrolladas antes de principios del siglo XX: mecánica clásica, acústica, óptica, termodinámica y electromagnetismo. La mecánica clásica se ocupa de los cuerpos sobre los que actúan fuerzas y de los cuerpos en movimiento y puede dividirse en estática (estudio de las fuerzas sobre un cuerpo o cuerpos no sometidos a una aceleración), cinemática (estudio del movimiento sin tener en cuenta sus causas), y dinámica (estudio del movimiento y las fuerzas que lo afectan); la mecánica también puede dividirse en mecánica de sólidos y mecánica de fluidos (conocida conjuntamente como mecánica del continuo), esta última incluye ramas como la hidrostática, la hidrodinámica, la aerodinámica y la neumática. La acústica es el estudio de cómo se produce, controla, transmite y recibe el sonido. Entre las ramas modernas importantes de la acústica se encuentran la ultrasónica, el estudio de las ondas sonoras de muy alta frecuencia más allá del alcance del oído humano; la bioacústica, la física de las llamadas y el oído de los animales, y la electroacústica, la manipulación de las ondas sonoras audibles mediante la electrónica.
La óptica, el estudio de la luz, se ocupa no solo de la luz visible sino también de la radiación infrarroja y la radiación ultravioleta, que presentan todos los fenómenos de la luz visible excepto la visibilidad, por ejemplo, la reflexión, la refracción, la interferencia, la difracción, la dispersión y la polarización de la luz. El calor es una forma de energía, la energía interna que poseen las partículas que componen una sustancia; la termodinámica se ocupa de las relaciones entre el calor y otras formas de energía. La electricidad y el magnetismo se han estudiado como una sola rama de la física desde que se descubrió la íntima conexión entre ellos a principios del siglo XIX: una corriente eléctrica da lugar a un campo magnético, y un campo magnético cambiante induce una corriente eléctrica. La electrostática, por otra parte, se ocupa de las cargas eléctricas en reposo, la electrodinámica de las cargas en movimiento y la magnetostática de los polos magnéticos en reposo.

### En la física moderna
Mientras que la física clásica se ocupa generalmente de la materia y la energía en la escala normal de observación, gran parte de la física moderna se ocupa del comportamiento de la materia y la energía en condiciones extremas o a una escala muy grande o muy pequeña. Por ejemplo, la atómica y la física nuclear estudian la materia a la escala más pequeña en la que se pueden identificar los elementos químicos. La física de las partículas elementales se encuentra en una escala aún más pequeña, ya que se ocupa de las unidades más básicas de la materia; esta rama de la física también se conoce como física de alta energía debido a las energías extremadamente altas necesarias para producir muchos tipos de partículas en los aceleradores de partículas. A esta escala, las nociones ordinarias y comunes de espacio, tiempo, materia y energía ya no son válidas.
Las dos principales teorías de la física moderna presentan una imagen diferente de los conceptos de espacio, tiempo y materia de la presentada por la física clásica. La mecánica clásica aproxima la naturaleza como continua, mientras que la teoría cuántica se ocupa de la naturaleza discreta de muchos fenómenos a nivel atómico y subatómico y de los aspectos complementarios de las partículas y las ondas en la descripción de dichos fenómenos. La teoría de la relatividad se ocupa de la descripción de los fenómenos que tienen lugar en un marco de referencia que está en movimiento con respecto a un observador; la teoría especial de la relatividad se ocupa del movimiento en ausencia de campos gravitatorios y la teoría general de la relatividad del movimiento y su conexión con la gravitación. Tanto la teoría cuántica como la teoría de la relatividad encuentran aplicaciones en todas o la mayoría de las áreas de la física moderna.

### Diferencia entre la física clásica y la moderna

Los dominios básicos de la física

Aunque la física pretende descubrir leyes universales, ante la falta de una teoría unificada, sus teorías se sitúan en dominios explícitos de aplicabilidad.

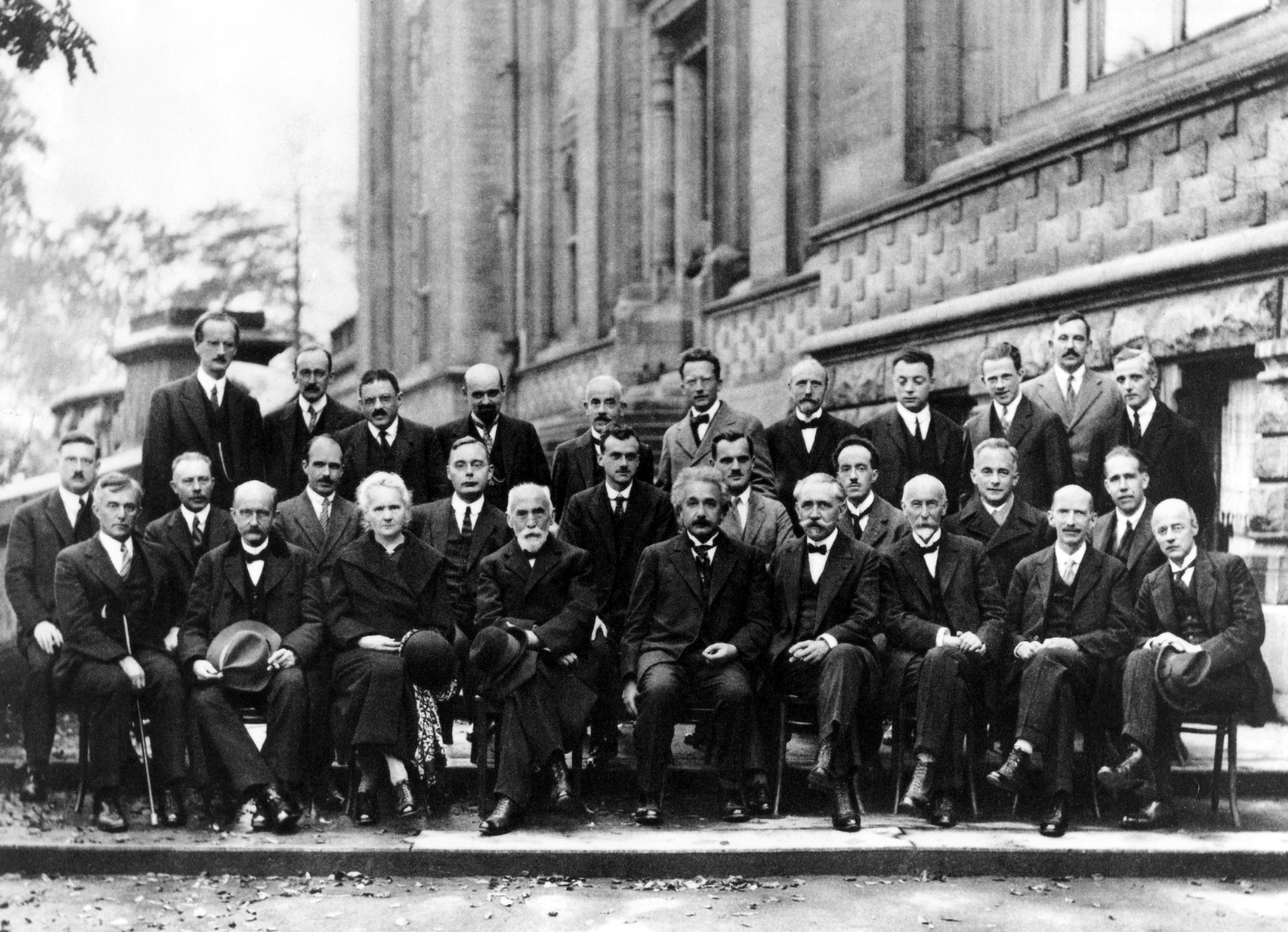
Conferencia de Solvay de 1927, con destacados físicos como Albert Einstein, Werner Heisenberg, Max Planck, Hendrik Lorentz, Niels Bohr, Marie Curie, Erwin Schrödinger y Paul Dirac

En términos generales, las leyes de la física clásica describen con precisión sistemas cuyas escalas de longitud importantes son mayores que la escala atómica y cuyos movimientos son mucho más lentos que la velocidad de la luz. Fuera de este ámbito, las observaciones no coinciden con las predicciones de la mecánica clásica. Einstein aportó el marco de la relatividad especial, que sustituyó las nociones de tiempo y espacio absolutos por las de espaciotiempo y permitió una descripción precisa de los sistemas cuyos componentes tienen velocidades cercanas a la de la luz. Grandes físicos contemporáneos de Albert Einstein, como Planck, Schrödinger y otros, introdujeron la mecánica cuántica, una noción probabilística de las partículas y las interacciones que permitió una descripción precisa de las escalas atómica y subatómica. Posteriormente, la teoría cuántica de campos unificó la mecánica cuántica y la relatividad especial. La relatividad general permitió un espaciotiempo dinámico y curvo, con el que se pueden describir bien los sistemas altamente masivos y la estructura a gran escala del universo. La relatividad general aún no se ha unificado con las otras descripciones fundamentales; se están desarrollando varias teorías candidatas de gravedad cuántica por el momento.

## Ramas

### Mecánica clásica
La mecánica clásica es la rama de la física que estudia las leyes del comportamiento de cuerpos físicos macroscópicos (a diferencia de la mecánica cuántica) en reposo y a velocidades pequeñas comparadas con la velocidad de la luz. En la mecánica clásica en general existen tres aspectos invariantes: el tiempo es absoluto, la evolución temporal de los sistemas se realiza de acuerdo  con el principio de mínima acción y las leyes físicas son deterministas.
El primer desarrollo de la mecánica clásica suele denominarse mecánica newtoniana. Consiste en los conceptos físicos basados en los trabajos fundacionales de Sir Isaac Newton, y en los métodos matemáticos inventados por Gottfried Wilhelm Leibniz, Joseph-Louis Lagrange, Leonhard Euler, y otros contemporáneos, en el siglo XVII para describir el movimiento de los cuerpos físicos bajo la influencia de un sistema de fuerzas.  Posteriormente, se desarrollaron métodos más abstractos que dieron lugar a las reformulaciones de la mecánica clásica conocidas como mecánica lagrangiana y mecánica hamiltoniana. Estos avances, realizados predominantemente en los siglos XVIII y XIX, van sustancialmente más allá de los trabajos anteriores, sobre todo por su uso de la mecánica analítica. También se utilizan, con algunas modificaciones, en todas las áreas de la física moderna.
La mecánica clásica proporciona resultados extremadamente precisos cuando se estudian objetos grandes que no son extremadamente masivos y velocidades que no se acercan a la velocidad de la luz. Cuando los objetos que se examinan tienen el tamaño del diámetro de un átomo, se hace necesario introducir el otro gran subcampo de la mecánica: la mecánica cuántica. Para describir las velocidades que no son pequeñas en comparación con la velocidad de la luz, se necesita la relatividad especial. En los casos en los que los objetos se vuelven extremadamente masivos, se aplica la relatividad general. Sin embargo, algunas fuentes modernas incluyen la mecánica relativista en la física clásica, que en su opinión representa la mecánica clásica en su forma más desarrollada y precisa.
Existen varias formulaciones diferentes, en mecánica clásica, para describir un mismo fenómeno natural que, independientemente de los aspectos formales y metodológicos que utilizan, llegan a la misma conclusión.
La mecánica vectorial, que deviene directamente de las leyes de Newton, por lo que también se le conoce como «mecánica newtoniana», llega, a partir de las tres ecuaciones formuladas por Newton y mediante el cálculo diferencial e integral, a una muy exacta aproximación de los fenómenos físicos. Es aplicable a cuerpos que se mueven en relación con un observador a velocidades pequeñas comparadas con la de la luz. Fue construida en un principio para una sola partícula moviéndose en un campo gravitatorio. Se basa en el tratamiento de dos magnitudes vectoriales bajo una relación causal: la fuerza y la acción de la fuerza, medida por la variación del momentum (cantidad de movimiento). El análisis y síntesis de fuerzas y momentos constituye el método básico de la mecánica vectorial. Requiere del uso privilegiado de sistemas de referencia inercial.

### Electromagnetismo
El electromagnetismo es la rama de la física que estudia y unifica los fenómenos eléctricos y magnéticos en una sola teoría. El electromagnetismo describe la interacción de partículas cargadas con campos eléctricos y magnéticos. La interacción electromagnética es una de las cuatro fuerzas fundamentales del universo conocido. 
El electromagnetismo es una rama de la física que estudia los efectos producidos por el magnetismo, lo cual surge a partir de la corriente eléctrica. Por su parte, el magnetismo es la disciplina que examina los fenómenos asociados a los imanes. Su nombre proviene de Magnesia, un distrito en Asia Menor (actual Turquía), donde se descubrieron por primera vez las piedras llamadas magnetitas, que tienen la capacidad de atraer ciertos metales.
El electromagnetismo abarca diversos fenómenos del mundo real, como por ejemplo la luz. La luz es un campo electromagnético oscilante que se irradia desde partículas cargadas aceleradas. Aparte de la gravedad, la mayoría de las fuerzas en la experiencia cotidiana son consecuencia del electromagnetismo.
Los principios del electromagnetismo encuentran aplicaciones en diversas disciplinas afines, tales como las microondas, antenas, máquinas eléctricas, comunicaciones por satélite, bioelectromagnetismo, plasmas, investigación nuclear, la fibra óptica, la interferencia y la compatibilidad electromagnéticas, la conversión de energía electromecánica, la meteorología por radar, y la observación remota. Los dispositivos electromagnéticos incluyen transformadores, relés, radio/TV, teléfonos, motores eléctricos, líneas de transmisión, guías de onda y láseres.
Los fundamentos de la teoría electromagnética fueron presentados por Michael Faraday y formulados por primera vez de modo completo por James Clerk Maxwell en 1865. La formulación consiste en cuatro ecuaciones diferenciales vectoriales que relacionan el campo eléctrico, el campo magnético y sus respectivas fuentes materiales (corriente eléctrica, polarización eléctrica y polarización magnética), conocidas como ecuaciones de Maxwell, lo que ha sido considerada como la «segunda gran unificación de la física», siendo la primera realizada por Isaac Newton.
El estudio de los campos electromagnéticos se puede dividir en electrostática —el estudio de las interacciones entre cargas en reposo— y la electrodinámica —el estudio de las interacciones entre cargas en movimiento y la radiación—. La teoría clásica del electromagnetismo se basa en la fuerza de Lorentz y en las ecuaciones de Maxwell. Muchas propiedades ópticas y físicas de la materia también son explicados por la teoría electromagnética.
El electromagnetismo es una teoría de campos; es decir, las explicaciones y predicciones que provee se basan en magnitudes físicas vectoriales o tensoriales dependientes de la posición en el espacio y del tiempo. El electromagnetismo describe los fenómenos físicos macroscópicos en los cuales intervienen cargas eléctricas en reposo y en movimiento, usando para ello campos eléctricos y magnéticos y sus efectos sobre las sustancias sólidas, líquidas y gaseosas. Por ser una teoría macroscópica, es decir, aplicable a un número muy grande de partículas y a distancias grandes respecto de las dimensiones de estas, el electromagnetismo no describe los fenómenos atómicos y moleculares. La electrodinámica cuántica proporciona la descripción cuántica de esta interacción, que puede ser unificada con la interacción nuclear débil según el modelo electrodébil.

### Relatividad
La teoría de la relatividad incluye tanto a la teoría de la relatividad especial como la de la relatividad general, formuladas principalmente por Albert Einstein a principios del  siglo XX, que pretendían resolver la incompatibilidad existente entre la mecánica newtoniana y el electromagnetismo.
La teoría de la relatividad especial, publicada en 1905, trata de la física del movimiento de los cuerpos en ausencia de fuerzas gravitatorias, en el que se hacían compatibles las ecuaciones de Maxwell del electromagnetismo con una reformulación de las leyes del movimiento. En la teoría de la relatividad especial, Einstein, Lorentz y Minkowski, entre otros, unificaron los conceptos de espacio y tiempo, en un tramado tetradimensional al que se le denominó espacio-tiempo. La relatividad especial fue una teoría revolucionaria para su época, con la que el tiempo absoluto de  Newton quedó relegado y conceptos como la invariabilidad en la velocidad de la luz, la dilatación del tiempo, la contracción de la longitud y la equivalencia entre masa y energía fueron introducidos. Además, con las formulaciones de la relatividad especial, las leyes de la Física son invariantes en todos los sistemas de referencia inerciales; como consecuencia matemática, se encuentra como límite superior de velocidad a la de la luz y se elimina la causalidad determinista que tenía la física hasta entonces. Hay que indicar que las leyes del movimiento de Newton son un caso particular de esta teoría donde la masa, al viajar a velocidades muy pequeñas, no experimenta variación alguna en longitud ni se transforma en energía y al tiempo se le puede considerar absoluto.
La teoría de la relatividad general, publicada en 1915, es una teoría de la gravedad que reemplaza a la gravedad newtoniana, aunque coincide numéricamente con ella para campos gravitatorios débiles y velocidades «pequeñas». La teoría general se reduce a la teoría especial en presencia de campos gravitatorios. La relatividad general estudia la interacción gravitatoria como una deformación en la geometría del espacio-tiempo. En esta teoría se introducen los conceptos de la curvatura del espacio-tiempo como la causa de la interacción gravitatoria, el principio de equivalencia que dice que para todos los observadores locales inerciales las leyes de la relatividad especial son invariantes y la introducción del movimiento de una partícula por líneas geodésicas. La relatividad general no es la única teoría que describe la atracción gravitatoria, pero es la que más datos relevantes comprobables ha encontrado. Anteriormente, a la interacción gravitatoria se la describía matemáticamente por medio de una distribución de masas, pero en esta teoría no solo la masa percibe esta interacción, sino también la energía, mediante la curvatura del espacio-tiempo y por eso se necesita otro lenguaje matemático para poder describirla, el cálculo tensorial. Muchos fenómenos, como la curvatura de la luz por acción de la gravedad y la desviación en la órbita de Mercurio, son perfectamente predichos por esta formulación. La relatividad general también abrió otro campo de investigación en la física, conocido como cosmología y es ampliamente utilizado en la astrofísica.

### Termodinámica
La termodinámica es la rama de la física que describe los estados de equilibrio termodinámico a nivel macroscópico.  Constituye una teoría fenomenológica que estudia sistemas reales a partir de razonamientos deductivos, sin modelizar y siguiendo un método experimental. Los estados de equilibrio se estudian y definen por medio de magnitudes extensivas tales como la energía interna, la entropía, el volumen o la composición molar del sistema, o por medio de magnitudes no-extensivas derivadas de las anteriores como la temperatura, presión y el potencial químico; otras magnitudes, tales como la imanación, la fuerza electromotriz y las asociadas con la mecánica de los medios continuos en general también se pueden tratar por medio de la termodinámica.
La termodinámica trata los procesos de transferencia de calor, que es una de las formas de energía, y cómo se puede realizar un trabajo con ella. En esta área se describe cómo la materia en cualquiera de sus fases (sólido, líquido, gaseoso) va transformándose. Desde un punto de vista macroscópico de la materia, se estudia cómo esta reacciona a cambios en su volumen, presión y temperatura, entre otras magnitudes. La termodinámica se basa en cuatro principios fundamentales: el equilibrio termodinámico (o principio cero), el principio de conservación de la energía (primer principio), el aumento de la entropía con el tiempo (segundo principio) y la imposibilidad del cero absoluto (tercer principio).
Una consecuencia de la termodinámica es lo que hoy se conoce como física estadística. Esta rama estudia, al igual que la termodinámica, los procesos de transferencia de calor, pero, al contrario a la anterior, desde un punto de vista molecular. La materia, como se conoce, está compuesta por moléculas, pero intentar deducir y extrapolar el comportamiento de una sola de sus moléculas al conjunto de todas ellas nos llevaría a medidas erróneas. Por eso se debe tratar como un conjunto de elementos aleatorios y utilizar el lenguaje estadístico y consideraciones mecánicas para describir el comportamiento macroscópico resultante de este conjunto molecular microscópico.
La termodinámica ofrece un aparato formal aplicable únicamente a estados de equilibrio, definidos como aquel estado hacia «el que todo sistema tiende a evolucionar y caracterizado porque en el mismo todas las propiedades del sistema quedan determinadas por factores intrínsecos y no por influencias externas previamente aplicadas». Tales estados terminales de equilibrio son, por definición, independientes del tiempo, y todo el aparato formal de la termodinámica —todas las leyes y variables termodinámicas— se definen de tal modo que se podría decir que un sistema está en equilibrio si sus propiedades se pueden describir consistentemente empleando la teoría termodinámica. Los estados de equilibrio son necesariamente coherentes con los contornos del sistema y las restricciones a las que esté sometido. Por medio de los cambios producidos en estas restricciones (esto es, al retirar limitaciones tales como impedir la expansión del volumen del sistema, impedir el flujo de calor, etc.), el sistema tenderá a evolucionar de un estado de equilibrio a otro; comparando ambos estados de equilibrio, la termodinámica permite estudiar los procesos de intercambio de masa y energía térmica entre sistemas térmicos diferentes.
Como ciencia fenomenológica, la termodinámica no se ocupa de ofrecer una interpretación física de sus magnitudes. La primera de ellas, la energía interna, se acepta como una manifestación macroscópica de las leyes de conservación de la energía a nivel microscópico, que permite caracterizar el estado energético del sistema macroscópico (macroestado). El punto de partida para la mayor parte de las consideraciones termodinámicas son los que postulan que la energía se puede intercambiar entre sistemas en forma de calor o trabajo, y que solo se puede hacer de una determinada manera. También se introduce una magnitud llamada entropía, que se define como aquella función extensiva de la energía interna, el volumen y la composición molar que toma valores máximos en equilibrio: el principio de maximización de la entropía define el sentido en el que el sistema evoluciona de un estado de equilibrio a otro. Es la física estadística, íntimamente relacionada con la termodinámica, la que ofrece una interpretación física de ambas magnitudes: la energía interna se identifica con la suma de las energías individuales de los átomos y moléculas del sistema, y la entropía mide el grado de orden y el estado dinámico de los sistemas, y tiene una conexión muy fuerte con la teoría de información. En la termodinámica se estudian y clasifican las interacciones entre diversos sistemas, lo que lleva a definir conceptos como sistema termodinámico y su contorno. Un sistema termodinámico se caracteriza por sus propiedades, relacionadas entre sí mediante las ecuaciones de estado. Estas se pueden combinar para expresar la energía interna y los potenciales termodinámicos, útiles para determinar las condiciones de equilibrio entre sistemas y los procesos espontáneos.

### Mecánica cuántica
La mecánica cuántica es la rama de la física que estudia la naturaleza a escalas espaciales pequeñas, los sistemas atómicos, subatómicos, sus interacciones con la radiación electromagnética y otras fuerzas, en términos de cantidades observables. Se basa en la observación de que todas las formas de energía se liberan en unidades discretas o paquetes llamados cuantos. Las partículas con esta propiedad pueden pertenecer a dos tipos distintos: fermiones o bosones. Algunos de estos últimos están ligados a una -interacción fundamental (por ejemplo, el fotón pertenece a la electromagnética). Sorprendentemente, la teoría cuántica solo permite normalmente cálculos probabilísticos o estadísticos de las características observadas de las partículas elementales, entendidos en términos de funciones de onda. La ecuación de Schrödinger desempeña, en la mecánica cuántica, el papel que las leyes de Newton y la conservación de la energía desempeñan en la mecánica clásica. Es decir, la predicción del comportamiento futuro de un sistema dinámico y es una ecuación de onda en términos de una función de onda la que predice analíticamente la probabilidad precisa de los eventos o resultados.
En teorías anteriores de la física clásica, la energía era tratada únicamente como un fenómeno continuo, en tanto que la materia se supone que ocupa una región muy concreta del espacio y que se mueve de manera continua. Según la teoría cuántica, la energía se emite y se absorbe en cantidades discretas y minúsculas. Un paquete individual de energía, llamado cuanto, en algunas situaciones se comporta como una partícula de materia. Por otro lado, se encontró que las partículas exponen algunas propiedades ondulatorias cuando están en movimiento y ya no son vistas como localizadas en una región determinada, sino más bien extendidas en cierta medida. La luz u otra radiación emitida o absorbida por un átomo solo tiene ciertas frecuencias (o longitudes de onda), como puede verse en la línea del espectro asociado al elemento químico representado por tal átomo. La teoría cuántica demuestra que tales frecuencias corresponden a niveles definidos de los cuantos de luz, o fotones, y es el resultado del hecho de que los electrones del átomo solo pueden tener ciertos valores de energía permitidos. Cuando un electrón pasa de un nivel permitido a otro, una cantidad de energía es emitida o absorbida, cuya frecuencia es directamente proporcional a la diferencia de energía entre los dos niveles.
La mecánica cuántica surge tímidamente en los inicios del siglo XX dentro de las tradiciones más profundas de la física para dar una solución a problemas para los que las teorías conocidas hasta el momento habían agotado su capacidad de explicar, como la llamada catástrofe ultravioleta en la radiación de cuerpo negro predicha por la física estadística clásica y la inestabilidad de los átomos en el modelo atómico de Rutherford. La primera propuesta de un principio propiamente cuántico se debe a Max Planck en 1900, para resolver el problema de la radiación de cuerpo negro, que fue duramente cuestionado, hasta que Albert Einstein lo convierte en el principio que exitosamente pueda explicar el efecto fotoeléctrico. Las primeras formulaciones matemáticas completas de la mecánica cuántica no se alcanzan hasta mediados de la década de 1920, sin que hasta el día de hoy se tenga una interpretación coherente de la teoría, en particular del problema de la medición.
El formalismo de la mecánica cuántica se desarrolló durante la década de 1920. En 1924, Louis de Broglie propuso que, al igual que las ondas de luz presentan propiedades de partículas, como ocurre en el efecto fotoeléctrico, las partículas, también presentan propiedades ondulatorias. Dos formulaciones diferentes de la mecánica cuántica se presentaron después de la sugerencia de Broglie. En 1926, la mecánica ondulatoria de Erwin Schrödinger implica la utilización de una entidad matemática, la función de onda, que está relacionada con la probabilidad de encontrar una partícula en un punto dado en el espacio. En 1925, la mecánica matricial de Werner Heisenberg no hace mención alguna de las funciones de onda o conceptos similares, pero ha demostrado ser matemáticamente equivalente a la teoría de Schrödinger. Un descubrimiento importante de la teoría cuántica es el principio de incertidumbre, enunciado por Heisenberg en 1927, que pone un límite teórico absoluto en la precisión de ciertas mediciones. Como resultado de ello, la asunción clásica de los científicos de que el estado físico de un sistema podría medirse exactamente y utilizarse para predecir los estados futuros tuvo que ser abandonada. Esto supuso una revolución filosófica y dio pie a numerosas discusiones entre los más grandes físicos de la época.
La mecánica cuántica propiamente dicha no incorpora a la relatividad en su formulación matemática. La parte de la mecánica cuántica que incorpora elementos relativistas de manera formal para abordar diversos problemas se conoce como mecánica cuántica relativista o ya, en forma más correcta y acabada, teoría cuántica de campos (que incluye a su vez a la electrodinámica cuántica, cromodinámica cuántica y teoría electrodébil dentro del modelo estándar) y más generalmente, la teoría cuántica de campos en espacio-tiempo curvo. La única interacción elemental que no se ha podido cuantizar hasta el momento ha sido la interacción gravitatoria. Este problema constituye entonces uno de los mayores desafíos de la física del siglo XXI. La mecánica cuántica se combinó con la teoría de la relatividad en la formulación de Paul Dirac de 1928, lo que, además, predijo la existencia de antipartículas. Otros desarrollos de la teoría incluyen la estadística cuántica, presentada en una forma por Einstein y Bose (la estadística de Bose-Einstein) y en otra forma por Dirac y Enrico Fermi (la estadística de Fermi-Dirac); la electrodinámica cuántica, interesada en la interacción entre partículas cargadas y los campos electromagnéticos, su generalización, la teoría cuántica de campos y la electrónica cuántica.

## Conceptos físicos fundamentales
Los conceptos físicos fundamentales son aquellos que aparecen en toda teoría física de la materia, y por tanto son conceptos que aparecen en teorías físicas muy diferentes que van desde la mecánica clásica a la teoría cuántica de campos pasando por la teoría de la relatividad y la mecánica cuántica no-relativista. El carácter fundamental de estos conceptos se refleja precisamente en que están presentes en toda teoría física que describa razonablemente la materia, con independencia de los supuestos y simplificaciones introducidas. 
En general un concepto físico es interpretable solo en virtud de la teoría física donde aparece. Así la descripción clásica de un gas o un fluido recurre al concepto de medio continuo aun cuando en realidad la materia está formada por átomos discretos, eso no impide que el concepto de medio continuo en el contexto de aplicación de la mecánica de fluidos o la mecánica de sólidos deformables no sea útil. Igualmente la mecánica newtoniana trata el campo gravitatorio como un campo de fuerzas, pero por otra parte la teoría de la relatividad general considera que no existen genuinamente fuerzas gravitatorias sino que los fenómenos gravitatorios son una manifestación de la curvatura del espacio-tiempo. 

## Áreas de investigación

### Física teórica
La física teórica es la rama de la física que elabora teorías y modelos usando el lenguaje matemático con el fin de explicar y comprender fenómenos físicos, aportando las herramientas necesarias no solo para el análisis sino para la predicción del comportamiento de los sistemas físicos. El objetivo de la física teórica es comprender el universo elaborando modelos matemáticos y conceptuales de la realidad que se utilizan para racionalizar, explicar y predecir los fenómenos de la naturaleza, planteando una teoría física de la realidad. 
Aunque trabajos anteriores se pueden considerar parte de esta disciplina, la física teórica cobra especial fuerza desde la formulación de la mecánica analítica (Joseph-Louis de Lagrange, William Rowan Hamilton) y adquiere una relevancia de primera línea a partir de las revoluciones cuántica y relativista de principios del siglo XX (por ejemplo la bomba atómica fue una predicción de la física teórica).
La cultura de la investigación en física en los últimos tiempos se ha especializado tanto que ha dado lugar a una separación de los físicos que se dedican a la teoría y otros que se dedican a los experimentos. Los teóricos trabajan en la búsqueda de modelos matemáticos que expliquen los resultados experimentales y que ayuden a predecir resultados futuros. Así pues, teoría y experimentos están relacionados íntimamente. El progreso en física a menudo ocurre cuando un experimento encuentra un resultado que no se puede explicar con las teorías actuales, por lo que hay que buscar un nuevo enfoque conceptual para resolver el problema.
La física teórica tiene una importante relación con la física matemática, en esta última se pone énfasis en analizar las propiedades de las estructuras matemáticas empleadas en la física teórica, y en teorizar posibles generalizaciones que puedan servir como descripciones matemáticas más complejas y generales de los sistemas estudiados en la física teórica. La física teórica está muy relacionada con las matemáticas ya que estas suministran el lenguaje usado en el desarrollo de las teorías físicas. Los teóricos confían en el cálculo diferencial e integral, el análisis numérico y en simulaciones por ordenador para validar y probar sus modelos físicos. Los campos de física computacional y matemáticas son áreas de investigación activas.

### Física de la materia condensada
La física de la materia condensada es la rama de la física que estudia las características físicas macroscópicas de la materia, tales como la densidad, la temperatura, la dureza o el color de un material. En particular, se refiere a las fases «condensadas» que aparecen siempre en que el número de constituyentes en un sistema sea extremadamente grande y que las interacciones entre los componentes sean fuertes, a diferencia de estar libres sin interactuar. Los ejemplos más familiares de fases condensadas son los sólidos y los líquidos, que surgen a partir de los enlaces y uniones causados por interacciones electromagnéticas entre los átomos. Entre las fases condensadas más exóticas se cuentan las fases superfluidas y el condensado de Bose-Einstein, que se encuentran en ciertos sistemas atómicos sometidos a temperaturas extremadamente bajas, la fase superconductora exhibida por los electrones de la conducción en ciertos materiales, y las fases ferromagnética y antiferromagnética de espines en redes atómicas. La física de la materia condensada busca hacer relaciones entre las propiedades macroscópicas, que se pueden medir y el comportamiento de sus constituyentes a nivel microscópico o atómico y así comprender mejor las propiedades de los materiales.
La física de la materia condensada es la rama más extensa de la física contemporánea. Como estimación, un tercio de todos los físicos norteamericanos se identifica a sí mismo como físicos trabajando en temas de la materia condensada. Históricamente, dicho campo nació a partir de la física del estado sólido, que ahora es considerado como uno de sus subcampos principales. El término física condensada de la materia fue acuñado, al parecer, por Philip Anderson, cuando renombró a su grupo de investigación, hasta entonces teoría del estado sólido, en 1967. En 1978, la División de Física del Estado Sólido de la American Physical Society fue renombrada como División de Física de Materia Condensada. La física de la materia condensada tiene una gran superposición con áreas de estudio de la química, la ciencia de materiales, la nanotecnología y la ingeniería.

### Física molecular
La física molecular es la rama de la física que estudia los problemas relacionados con la estructura atómica de la materia y su interacción con el medio, es decir con la materia o la luz.
Por ejemplo, se tratan problemas como dinámica y de reacciones, dispersión, interacciones con campos electromagnéticos estáticos y dinámicos, enfriamiento y atrapamiento de átomos, interferometría atómica, interacciones de haces de iones y átomos con superficies y sólidos. Además, tiene múltiples conexiones con la biología, la fisicoquímica, las ciencias de los materiales, la óptica, la física de la atmósfera, la física del plasma y la astrofísica, entre otras. Desempeña un papel fundamental en la solución de preguntas fundamentales sin resolver en el estudio de los átomos y las moléculas.

### Física atómica
La física atómica es la rama de la física que estudia las propiedades y el comportamiento de los átomos (electrones y núcleos atómicos) así como las interacciones materia-materia y luz-materia en la escala de átomos individuales. El estudio de la física atómica incluye la forma en la cual los electrones están organizados alrededor del núcleo y los procesos mediante los cuales este orden puede modificarse, también comprende los iones, así como a los átomos neutros y a cualquier otra partícula que sea considerada parte de los átomos. La física atómica incluye tratamientos tanto clásicos como cuánticos, ya que puede tratar sus problemas desde puntos de vista microscópicos y macroscópicos.
La física atómica y la física nuclear tratan cuestiones distintas, la primera trata con todas las partes del átomo, mientras que la segunda lo hace solo con el núcleo del átomo, siendo este último especial por su complejidad. Se podría decir que la física atómica trata con las fuerzas electromagnéticas del átomo y convierte al núcleo en una partícula puntual, con determinadas propiedades intrínsecas de masa, carga y espín. 
La investigación actual en física atómica se centra en actividades tales como el enfriamiento y captura de átomos e iones, lo cual es interesante para eliminar «ruido» en las medidas y evitar imprecisiones a la hora de realizar otros experimentos o medidas (por ejemplo, en los relojes atómicos); aumentar la precisión de las mediciones de constantes físicas fundamentales, lo cual ayuda a validar otras teorías como la relatividad o el modelo estándar; medir los efectos de correlación electrónica en la estructura y dinámica atómica y la medida y comprensión del comportamiento colectivo de los átomos de gases que interactúan débilmente (por ejemplo, en un condensado de Bose-Einstein de pocos átomos). 

### Física nuclear
| Física nuclear • Núcleo • Nucleones (p, n) • Materia nuclear • Fuerza nuclear • Estructura nuclear • Procesos nucleares |

La física nuclear es una rama de la física que estudia las propiedades, comportamiento e interacciones de los núcleos atómicos. En un contexto más amplio, se define la física nuclear y de partículas como la rama de la física que estudia la estructura fundamental de la materia y las interacciones entre las partículas subatómicas. 

### Física de partículas o de altas energías
En la actualidad, las partículas elementales se clasifican siguiendo el llamado modelo estándar en dos grandes grupos: bosones y fermiones. Los bosones tienen espín entero (0, 1 o 2) y son las partículas que interactúan con la materia, mientras que los fermiones tienen espín semientero (1/2 o 3/2) y son las partículas constituyentes de la materia. En el modelo estándar se explica cómo las interacciones fundamentales en forma de partículas (bosones) interactúan con las partículas de materia (fermiones). Así, el electromagnetismo tiene su partícula llamada fotón, la interacción nuclear fuerte tiene al gluón, la interacción nuclear débil a los bosones W y Z y la gravedad a una partícula hipotética llamada gravitón. Entre los fermiones hay más variedad; se encuentran dos tipos: los leptones y los quarks. En conjunto, el modelo estándar contiene 24 partículas fundamentales que constituyen la materia (12 pares de partículas y sus correspondientes antipartículas) junto con tres familias de bosones de gauge responsables de transportar las interacciones.

### Astrofísica
La astrofísica es el desarrollo y estudio de la física aplicada a la astronomía. Estudia las estrellas, los planetas, las galaxias, los agujeros negros y demás objetos astronómicos como cuerpos de la física, incluyendo su composición, estructura y evolución. La astrofísica emplea la física para explicar las propiedades y fenómenos de los cuerpos estelares a través de sus leyes, fórmulas y magnitudes.
El inicio de la astrofísica fue posiblemente en el siglo XIX cuando gracias a los espectros se pudo averiguar la composición física de las estrellas. Una vez que se comprendió que los cuerpos celestes están compuestos de los mismos que conforman la Tierra y que las mismas leyes de la física y de la química se aplican a ellos, nace la astrofísica como una aplicación de la física a los fenómenos observados por la astronomía. La astrofísica se basa, pues, en la asunción de que las leyes de la física y la química son universales, es decir, que son las mismas en todo el universo.
Debido a que la astrofísica es un campo muy amplio, los astrofísicos aplican normalmente muchas disciplinas de la física, incluyendo la física nuclear (véase Nucleosíntesis estelar), la física relativísta, la mecánica clásica, el electromagnetismo, la física estadística, la termodinámica, la mecánica cuántica, la física de partículas, la física atómica y molecular. Además, la astrofísica está íntimamente vinculada con la cosmología, que es el área que pretende describir el origen del universo.
Esta área, junto a la física de partículas, es una de las áreas más estudiadas y más apasionantes del mundo contemporáneo de la física. Desde que el telescopio espacial Hubble nos brindó detallada información de los más remotos confines del universo, los físicos pudieron tener una visión más objetiva de lo que hasta ese momento eran solo teorías.

### Biofísica
La biofísica es la ciencia que estudia la biología con los principios y métodos de la física para describir los fenómenos físicos del actuar de las células y organismos vivos. Incluye la biomecánica, el bioelectromagnetismo, así como la aplicación de la termodinámica y otras disciplinas a la comprensión del funcionamiento de los sistemas biológicos. Un intento reciente incluye la aplicación de mecánica cuántica y su carácter probabilístico de los sistemas biológicos, lo que permite obtener métodos puramente físicos para la explicación de propiedades biológicas.
Se discute si la biofísica es una rama de la física, de la biología o de ambas. Se puede decir que el intercambio de conocimientos es únicamente en dirección a la biología, ya que esta se ha ido enriqueciendo de los conceptos físicos y no viceversa. Desde un punto de vista se puede concebir que los conocimientos y enfoques acumulados en la física «pura» se pueden aplicar al estudio de sistemas biológicos. En ese caso la biofísica le aporta conocimientos a la biología, pero no a la física. Sin embargo, la biofísica ofrece a la física evidencia experimental que permite corroborar teorías. Ejemplos en ese sentido son la física de la audición, la biomecánica, los motores moleculares, comunicación molecular, entre otros campos de la biología abordada por la física. La biomecánica, por ejemplo, consiste en la aplicación de conceptos de la dinámica clásica y la mecánica de sólidos deformables al comportamiento cinemático, dinámico y estructural de las diferentes partes del cuerpo.
El término biofísica fue introducido originalmente por Karl Pearson en 1892. El término biofísica también se utiliza regularmente en el ámbito académico para indicar el estudio de las cantidades físicas (por ejemplo, corriente eléctrica, temperatura, estrés, entropía) en los sistemas biológicos. Otras ciencias biológicas también investigan las propiedades biofísicas de los organismos vivos, como la biología molecular, la biología celular, la biología química y la bioquímica.
Se estima que durante los inicios del siglo XXI, la confluencia de físicos, biólogos y químicos a los mismos laboratorios aumentará. Los estudios en neurociencia, por ejemplo, han aumentado y cada vez han tenido mayores frutos desde que se comenzó a implementar las leyes del electromagnetismo, la óptica y la física molecular al estudio de las neuronas.
Otros estudios consideran que existen ramas de la física que se deben desarrollar a profundidad como problemas físicos específicamente relacionados con la materia viviente. Así, por ejemplo, los polímeros biológicos (como las proteínas) no son lo suficientemente grandes como para poderlos tratar como un sistema mecánico, a la vez que no son lo suficientemente pequeños como para tratarlos como moléculas simples en solución. Los cambios energéticos que ocurren durante una reacción química catalizada por una enzima, o fenómenos como el acoplamiento químico-osmótico parecen requerir más de un enfoque físico teórico profundo que de una evaluación biológica.
Entre esos dos extremos aparecen problemas como la generación y propagación del impulso nervioso donde se requiere un pensamiento biológico, más un pensamiento físico así como algo cualitativamente nuevo que aparece con la visión integradora del problema.

### Resumen de las disciplinas físicas
Clasificación de la física con respecto a teorías:
- Mecánica clásica. Se puede considerar que aglutina y se compone por la mecánica clásica (tres leyes de Newton), fluidos y flotabilidad (principio de Arquímedes y otras aportaciones más recientes), elasticidad (Ley de Hooke), termodinámica (aplicaciones y teoría de gases, de Lavoisier, Boltzmann y Gibbs entre otros), y electromagnetismo (ecuaciones de Maxwell). Principales contribuyentes destacados: en mecánica clásica y cosmología: Sir Isaac Newton y Henry Cavendish; en elasticidad, Robert Hooke y Thomas Young; en termodinámica, un gran número de contribuyentes destacaron, tales como Lavoisier, Watt, Gibbs, Boltzmann, van der Waals, Sadi Carnot y James Joule; Maxwell, aparte de a la termodinámica, también contribuyó destacadamente en el desarrollo del electromagnetismo. Finalmente, en el apartado de fluidos y flotabilidad, destacan Arquímedes en la Antigüedad, y Daniel Bernoulli en épocas más recientes.
- Mecánica cuántica. Partiendo de las observaciones de Young (experimento de la doble-rendija),[99] Davisson y Germer (1927),[50] Planck (1901),[100] y el propio Einstein que en 1905 aportó uno de los experimentos, el efecto fotoeléctrico,[101] como piedra angular, Louis de Broglie propuso una idea radical para la física de la época, surgiendo la denominada física cuántica.[102] Aparte de los anteriores, son destacables las aportaciones de Heisenberg,[46] Schrödinger (que propuso un planteamiento paradójico a modo de crítica que serviría para representar uno de los efectos más destacados y representativos de la mecánica cuántica, actualmente conocido como el experimento del «Gato de Schrödinger», un experimento mental), y los grupos de Bell, Clauser, Horne, y Shimony; Aspect, Dalibard y Roger; y posteriormente Zeilinger (en 1986), por los experimentos que probaron el efecto anterior (y la mecánica cuántica)[103] especialmente Bell y sus trabajos, que propusieron y plantearon el experimento para probar o desechar la teoría de la mecánica cuántica.[104][105][106]
- Teoría cuántica de campos. Consiste en la aplicación de los principios de la mecánica cuántica a los sistemas clásicos de campos continuos, por ejemplo, el intento llevado a cabo para hacer la mecánica cuántica compatible con la relatividad.[107][108] Destacan por sus contribuciones Dirac, Fock, Pauli, Tomonaga, Schwinger, Feynman y Dyson, entre otros.
- Teoría de la relatividad. Se trata de una teoría fundamental desarrollada por Albert Einstein entre 1905[109]y 1919[110][111](cuando se consideró probada gracias a las observaciones de Eddington),[47]basada en las observaciones de Einstein de que la velocidad de la luz en el vacío es igual en todos los sistemas de referencia inerciales y de obtener todas las consecuencias del principio de relatividad de Galileo.
  - Relatividad especial. Publicada en 1905, se denomina especial porque no aplica en todos los casos, solo aquellos en los que la gravedad puede ignorarse. (Es decir, no incluye a la gravedad en sus predicciones).[101]
  - Relatividad general. Desarrollada entre 1905 y 1919, debido a las críticas recibidas, se publicó por partes por su autor, Albert Einstein, publicándose los primeros en 1915,[112]y finalizando con los de 1918-1919 que finaliza en una nota de Einstein sobre la observación de Eddington que considera como confirmada las predicciones de la teoría de la relatividad y la teoría de la relatividad general.[113][114]
- Física estadística. La mecánica estadística o física estadística es una rama de la física que trata de resolver problemas de conjuntos y grandes poblaciones o elementos, a partir de la aplicación de las herramientas matemáticas y la teoría de probabilidad y la estadística. Surgió a partir de los planteamientos y observaciones de Boltzmann,[115] Gibbs[116]y Constantin Carathéodory,[117]y puede describir una amplia variedad de campos con una naturaleza inherentemente estocástica. Si hubiera que destacar un trabajo más reciente que pudiera dar lugar al surgimiento o definición de esta parte de la ciencia, aparte del de Gibbs, sería considerable el trabajo de Edward Lorenz de 1963.[118]
- Termodinámica. La termodinámica actual contiene (aparte de la termodinámica clásica) una serie de subdivisiones o disciplinas, que la hacen considerarla una rama o disciplina separable o comprensible más allá de la física clásica. Estas son la dinámica de la atmósfera, termodinámica biológica, termodinámica de los agujeros negros, termodinámica química, termodinámica clásica, termodinámica del equilibrio, ecología industrial (re: exergía), termodinámica de máxima entropía, termodinámica del no-equilibrio, filosofía de la física térmica y estadística, algunos principios aplicables a la psicometría, la termodinámica cuántica, la termodinámica estadística, y la termoeconomía.
- Mecánica de medios continuos.
  - Mecánica del sólido rígido, Mecánica de sólidos deformables, Elasticidad, Plasticidad
  - Mecánica de fluidos.
- Electromagnetismo.
  - Electricidad.
  - Magnetismo.
- Electrónica. Serían destacables los descubrimientos de Edison (efecto Edison) en 1883, Fleming, con la aplicación del anterior para desarrollar el diodo, Lee De Forest cuando en 1906 inventó el triodo, y permitió la amplificación de señales de radio y, en general, la tecnología de radio,[119] el transistor, de la mano de John Bardeen y Walter Brattain, de la Bell Telephone Company, en 1948,[120] y el primer circuito integrado de Jack S. Kilby (1958).[121] Otro destacado, si no el más importante precursor, es Joseph John Thomson, por su descubrimiento del electrón, en 1897.[122]
- Astrofísica (rama de la astronomía).
- Geofísica (rama de la geología).
- Biofísica (rama de la biología).
- Óptica. Algunos de los precursores en óptica, aparte de la lente de Nimrud, pueden ser considerados Al-hacén,[123][124] Snel (ley de Snell), el experimento de Young (1804) ya mencionado anteriormente, la interferometría propiciada por Michelson,[125][126] y el láser, puesto a funcionar por primera vez por Theodore Maiman en 1960.[127]

## Historia
La historia de la física abarca los esfuerzos y estudios realizados por los maestros 
que han tratado de entender el porqué de la naturaleza y los fenómenos que en ella se observan: el paso de las estaciones, el movimiento de los cuerpos y de los astros, los fenómenos climáticos, las propiedades de los materiales, entre otros. Gracias a su vasto alcance y a su extensa historia, la física es clasificada como una ciencia fundamental.
La mayoría de las civilizaciones de la antigüedad trataron desde un principio explicar el funcionamiento de su entorno; miraban las estrellas y pensaban cómo ellas podían regir su mundo. Esto llevó a muchas interpretaciones de carácter más filosófico que físico; no en vano en esos momentos a la física se le llamaba filosofía natural. Muchos filósofos se encuentran en el desarrollo primitivo de la física, como Aristóteles, Tales de Mileto o Demócrito, ya que fueron los primeros en tratar de buscar algún tipo de explicación a los fenómenos que les rodeaban. Las primeras explicaciones que aparecieron en la antigüedad se basaban en consideraciones puramente filosóficas, sin verificarse experimentalmente. Algunas interpretaciones equivocadas, como la hecha por Claudio Ptolomeo en su famoso Almagesto —«La Tierra está en el centro del Universo y alrededor de ella giran los astros»— perduraron durante miles de años. A pesar de que las teorías descriptivas del universo que dejaron estos pensadores eran erradas en sus conclusiones, estas tuvieron validez por mucho tiempo, casi dos mil años, en parte por la aceptación de la Iglesia católica de varios de sus preceptos, como la teoría geocéntrica.
Esta etapa, denominada oscurantismo en la ciencia de Europa, termina cuando el canónigo y científico Nicolás Copérnico, quien es considerado padre de la astronomía moderna, recibe en 1543 la primera copia de su libro, titulado De Revolutionibus Orbium Coelestium. A pesar de que Copérnico fue el primero en formular teorías plausibles, es otro personaje al cual se le considera el padre de la física como la conocemos ahora. Un catedrático de matemáticas de la Universidad de Pisa a finales del siglo XVI cambiaría la historia de la ciencia, empleando por primera vez experimentos para comprobar sus afirmaciones: Galileo Galilei. Mediante el uso del telescopio para observar el firmamento y sus trabajos en planos inclinados, Galileo empleó por primera vez el método científico y llegó a conclusiones capaces de ser verificadas. A sus trabajos se les unieron grandes contribuciones por parte de otros científicos como Johannes Kepler, René Descartes, Blaise Pascal y Christian Huygens.
Posteriormente, en el siglo XVII, un científico inglés reunió las ideas de Galileo y Kepler en un solo trabajo, unifica las ideas del movimiento celeste y las de los movimientos en la Tierra en lo que él llamó gravedad. En 1687, Isaac Newton formuló, en su obra titulada Philosophiae Naturalis Principia Mathematica, los tres principios del movimiento y una cuarta ley de la gravitación universal, que transformaron por completo el mundo físico; todos los fenómenos podían ser vistos de una manera mecánica.

Dios no juega a los dados con el Universo.
Albert Einstein.

Einstein, deje de decirle a Dios lo que tiene que hacer con sus dados.
Niels Bohr.

El trabajo de Newton en este campo perdura hasta la actualidad, ya que todos los fenómenos macroscópicos pueden ser descritos de acuerdo a sus tres leyes. Por eso durante el resto de ese siglo y en el posterior, el siglo XVIII, todas las investigaciones se basaron en sus ideas. De ahí que se desarrollaron otras disciplinas como la termodinámica, la óptica, la mecánica de fluidos y la mecánica estadística. Los conocidos trabajos de Daniel Bernoulli, Robert Boyle y Robert Hooke, entre otros, pertenecen a esta época.
En el siglo XIX se produjeron avances fundamentales en la electricidad y el magnetismo, principalmente de la mano de Charles-Augustin de Coulomb, Luigi Galvani, Michael Faraday y Georg Simon Ohm, que culminaron en el trabajo de James Clerk Maxwell en 1855, que logró la unificación de ambas ramas en el llamado electromagnetismo. Además, se producen los primeros descubrimientos sobre radiactividad y el descubrimiento del electrón por parte de Joseph John Thomson en 1897.
Durante el siglo XX, la física se desarrolló plenamente. En 1904, Hantarō Nagaoka había propuesto el primer modelo del átomo, el cual fue confirmado en parte por Ernest Rutherford en 1911, aunque ambos planteamientos serían después sustituidos por el modelo atómico de Bohr, de 1913. En 1905, Einstein formuló la teoría de la relatividad especial, la cual coincide con las leyes de Newton al decir que los fenómenos se desarrollan a velocidades pequeñas comparadas con la velocidad de la luz. En 1915 extendió la teoría de la relatividad especial, formulando la teoría de la relatividad general, la cual sustituye a la ley de gravitación de Newton y la comprende en los casos de masas pequeñas. Max Planck, Albert Einstein, Niels Bohr y otros, desarrollaron la teoría cuántica, a fin de explicar resultados experimentales anómalos sobre la radiación de los cuerpos. En 1911, Ernest Rutherford dedujo la existencia de un núcleo atómico cargado positivamente, a partir de experiencias de dispersión de partículas. En 1925 Werner Heisenberg, y en 1926 Erwin Schrödinger y Paul Adrien Maurice Dirac, formularon la mecánica cuántica, la cual comprende las teorías cuánticas precedentes y suministra las herramientas teóricas para la Física de la materia condensada.
Posteriormente se formuló la teoría cuántica de campos, para extender la mecánica cuántica de acuerdo con la Teoría de la Relatividad especial, alcanzando su forma moderna a finales de la década de 1940, gracias al trabajo de Richard Feynman, Julian Schwinger, Shin'ichirō Tomonaga y Freeman Dyson, los cuales formularon la teoría de la electrodinámica cuántica. Esta teoría formó la base para el desarrollo de la física de partículas. En 1954, Chen Ning Yang y Robert Mills desarrollaron las bases del modelo estándar. Este modelo se completó en los años 1970, y con él fue posible predecir las propiedades de partículas no observadas previamente, pero que fueron descubiertas sucesivamente, siendo la última de ellas el quark top.

### Astronomía antigua

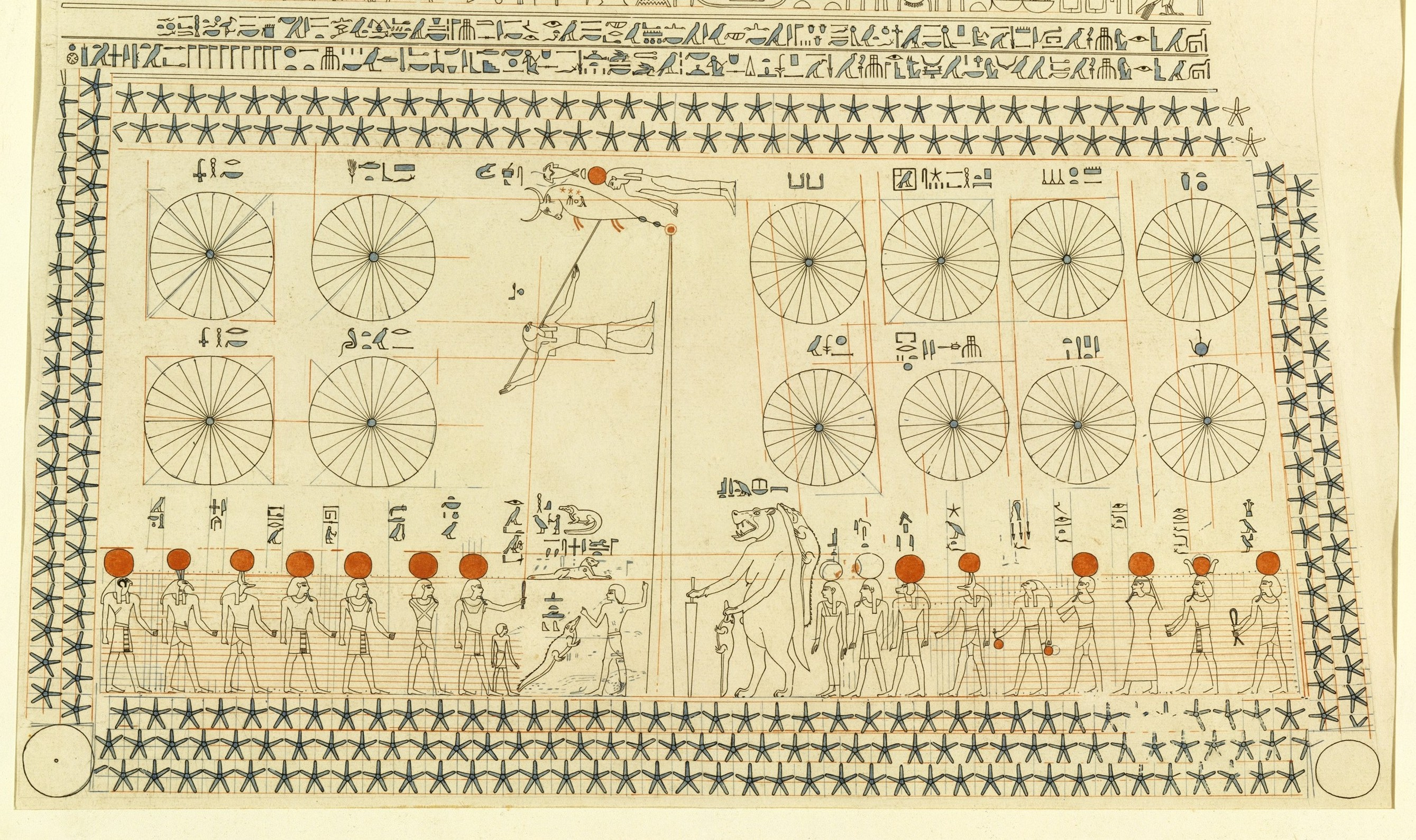
La astronomía del antiguo Egipto queda patente en monumentos como el techo de la tumba de Senemut de la Dinastía XVIII de Egipto.

La astronomía es una de las más antiguas ciencias naturales. Las primeras civilizaciones que se remontan a antes del año 3000 a. C., como la de Sumeria, la del antiguo Egipto y la de la Civilización del Valle del Indo, tenían un conocimiento predictivo y una comprensión básica de los movimientos del Sol, la Luna y las estrellas.
Las estrellas y los planetas, que se creía que representaban a los dioses, eran a menudo adorados. Aunque las explicaciones de las posiciones observadas de las estrellas eran a menudo poco científicas y carentes de pruebas, estas primeras observaciones sentaron las bases de la astronomía posterior, ya que se descubrió que las estrellas atravesaban grandes círculos en el cielo, lo que, sin embargo, no explicaba las posiciones de los planetas.
Según Asger Aaboe, los orígenes de la astronomía occidental se encuentran en Mesopotamia, y todos los esfuerzos occidentales en las ciencias exactas descenderían de la astronomía babilónica.Sin embargo, la astronomía egipcia se plasma en monumentos que muestran el conocimiento de las constelaciones y los movimientos de los cuerpos celestes, habiendo realizado un seguimiento, y existen anotaciones que se remontan a tiempos ancestrales, y que requerirían cálculos y conocimientos muy precisos,mientras que el poeta griego Homero escribió sobre varios objetos celestes en su Ilíada y Odisea; y más tarde, los astrónomos griegos describieron, estudiaron y proporcionaron nombres, que todavía se utilizan hoy en día para la mayoría de las constelaciones visibles desde el hemisferio norte.

### Filosofía natural
La filosofía natural tiene sus orígenes en la Grecia arcaica (650 a. C. - 480 a. C.), cuando los filósofos presocráticos como Tales rechazaron las explicaciones de lo no naturalista para los fenómenos naturales y proclamaron que todo acontecimiento tenía una causa natural. Propusieron ideas verificadas por la razón y la observación, y muchas de sus hipótesis tuvieron éxito al poder explicar las observaciones mediante cálculo y la experimentación. Por ejemplo, el atomismo fue encontrado como correcto aproximadamente 2000 años después de ser propuesto por Leucipo y su alumno Demócrito.

### Física medieval e islámica

La forma básica en que funciona una cámara estenopeica.

El Imperio romano de Occidente cayó en el siglo V, lo que provocó un declive de las actividades intelectuales en la parte occidental de Europa. En cambio, el Imperio romano de Oriente, también conocido como Imperio bizantino, resistió los ataques de los bárbaros y continuó avanzando en diversos campos del saber, entre ellos la física.
En el siglo VI, Isidoro de Mileto realizó una importante recopilación de las obras de Arquímedes que están copiadas en el Palimpsesto de Arquímedes.

En la Europa del siglo VI, Juan Filopón (Philoponus), un erudito bizantino, cuestionó la enseñanza de la física de Aristóteles y señaló sus defectos. Introdujo la teoría del ímpetu. La física de Aristóteles no fue examinada hasta que apareció Philoponus. A diferencia de Aristóteles, que basaba su física en la argumentación verbal, Philoponus se basó en la observación. Sobre la física de Aristóteles, Philoponus escribió:
Pero esto es completamente erróneo, y nuestro punto de vista puede ser corroborado por la observación real más eficazmente que por cualquier tipo de argumento verbal. Pues si dejas caer desde la misma altura dos pesos de los cuales uno es muchas veces más pesado que el otro, verás que la relación de los tiempos requeridos para el movimiento no depende de la relación de los pesos, sino que la diferencia de tiempo es muy pequeña. Y así, si la diferencia de pesos no es considerable, es decir, si uno es, digamos, el doble que el otro, no habrá diferencia, o bien una diferencia imperceptible, en el tiempo, aunque la diferencia de peso no es en absoluto despreciable, con un cuerpo que pesa el doble que el otro.
La crítica de Philoponus a los principios aristotélicos de la física serviría de inspiración a Galileo Galilei diez siglos después, durante la Revolución Científica. Galileo citó sustancialmente a Philoponus en sus obras al argumentar que la física aristotélica era defectuosa. En el año 1300 Jean Buridan, profesor de la facultad de artes de la Universidad de París, desarrolló el concepto de ímpetu. Fue un paso hacia las ideas modernas de inercia e impulso.
La erudición islámica heredó la física aristotélica de los griegos y durante la Edad de Oro islámica la desarrolló aún más, poniendo especialmente énfasis en la observación y el razonamiento a priori, desarrollando las primeras formas del método científico.

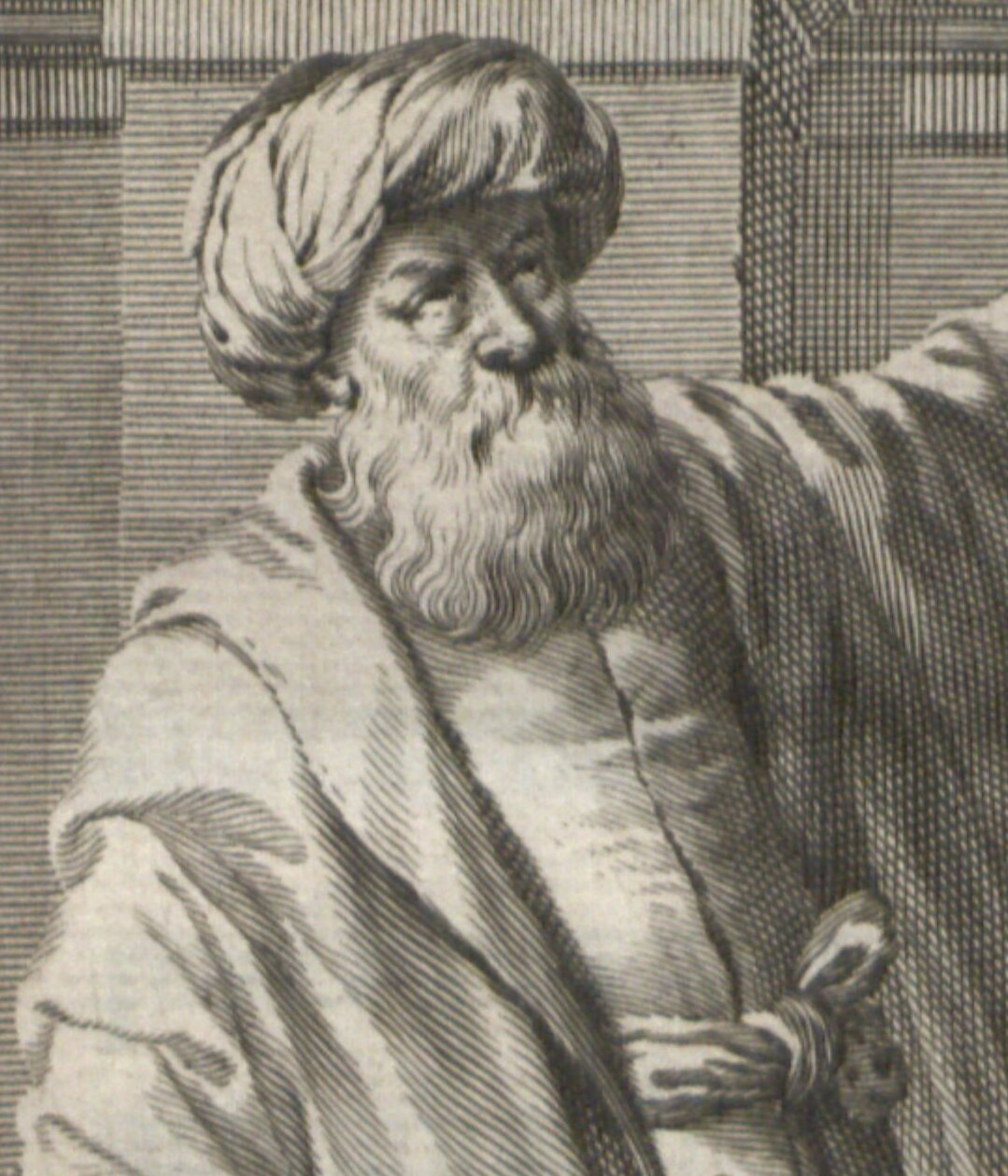
Ibn al-Haytham (c. 965-c. 1040), Libro de la Óptica Libro I, [6.85], [6.86]. El Libro II, [3.80] describe sus experimentos de cámara oscura.

Las innovaciones más notables se produjeron en el campo de la óptica y la visión, que procedieron de los trabajos de muchos científicos como Ibn Sahl, Al-Kindi, Ibn al-Haytham, Al-Farisi y Avicena. La obra más notable fue El Libro de la Óptica (también conocido como Kitāb al-Manāẓir), escrito por Ibn al-Haytham, en el que refutaba de forma concluyente la antigua idea griega sobre la visión, pero también aportaba una nueva teoría. En El Libro de la Óptica, presentó un estudio del fenómeno de la cámara oscura (su versión milenaria de la cámara estenopeica) y profundizó en el funcionamiento del propio ojo. Utilizando disecciones y los conocimientos de estudiosos anteriores, pudo empezar a explicar cómo entra la luz en el ojo. Afirmó que el rayo de luz se enfoca, pero la explicación real de cómo la luz se proyecta a la parte posterior del ojo, aunque este hito en sus planteamientos tuvo que esperar hasta 1604. En su Tratado sobre la luz explicó la cámara oscura, cientos de años antes del desarrollo moderno de la fotografía.
El Libro de la Óptica (Kitab al-Manathir), de siete volúmenes, influyó enormemente en el pensamiento de distintas disciplinas, desde la teoría de la percepción visual hasta la naturaleza de la perspectiva en el arte medieval, tanto en Oriente como en Occidente, durante más de 600 años. Muchos estudiosos europeos posteriores y compañeros polímatas, desde Robert Grosseteste y Leonardo da Vinci hasta René Descartes, Johannes Kepler e Isaac Newton, estaban en deuda con él. De hecho, la influencia de la óptica de Ibn al-Haytham se equipara a la de la obra de Newton del mismo título, publicada 700 años después.
La traducción de El Libro de la Óptica tuvo un gran impacto en Europa. A partir de ella, los eruditos europeos posteriores pudieron construir dispositivos que replicaban los que Ibn al-Haytham había construido, y comprender el funcionamiento de la luz. A partir de ello, se desarrollaron cosas tan importantes como gafas, lupas, telescopios y cámaras.

### Física clásica

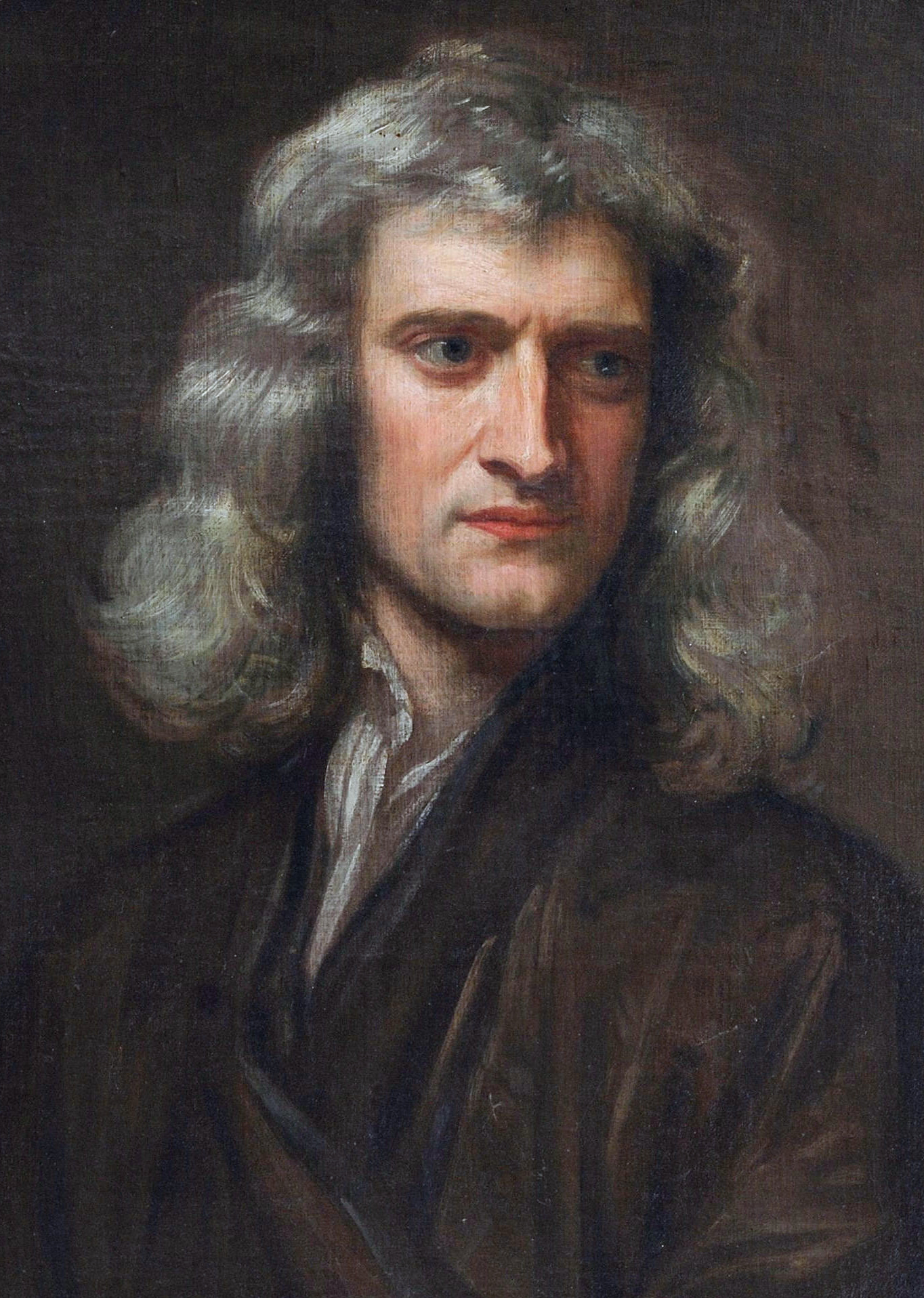
Sir Isaac Newton (1643–1727), cuyas leyes del movimiento y de la gravitación universal fueron pilares importantes en la física clásica.

La física se convirtió en una ciencia independiente cuando la Europa moderna temprana utilizó métodos experimentales y cuantitativos para descubrir lo que ahora se consideran las leyes de la física.
Entre los principales avances de este periodo se encuentran la sustitución del modelo geocéntrico del sistema solar por el modelo copernicano heliocéntrico, las leyes que rigen el movimiento de los cuerpos planetarios determinadas por Kepler entre 1609 y 1619, los trabajos pioneros sobre telescopios y astronomía observacional de Galileo en los siglos XVI y XVII, y el descubrimiento y la unificación por parte de Newton de las leyes del movimiento y de la ley de la gravitación universal de Newton, que llegarían a llevar su nombre.Newton también desarrolló el cálculo, el estudio matemático del cambio, que proporcionó nuevos métodos matemáticos para resolver problemas físicos.
El descubrimiento de nuevas leyes en termodinámica, química y electromagnética fue el resultado de un mayor esfuerzo de investigación durante la Revolución Industrial al aumentar las necesidades energéticas. Las leyes que componen la física clásica siguen siendo muy utilizadas para objetos a escalas cotidianas que se desplazan a velocidades no relativistas, ya que proporcionan una aproximación muy cercana en tales situaciones, y teorías como la mecánica cuántica y la teoría de la relatividad se simplifican a sus equivalentes clásicos a tales escalas. Sin embargo, las imprecisiones de la mecánica clásica para objetos muy pequeños y velocidades muy altas condujeron al desarrollo de la física moderna en el siglo XX.

### Física moderna
La física clásica se ocupa generalmente de la materia y la energía en la escala normal de observación, mientras que gran parte de la física moderna se ocupa del comportamiento de la materia y la energía en condiciones extremas o a una escala muy grande o muy pequeña. Por ejemplo, la atómica y la Física nuclear estudian la materia a la escala más pequeña en la que se pueden identificar los elementos químicos. La física de las partículas elementales encuentra su campo de estudio a una escala aún más pequeña, ya que se ocupa de las unidades más básicas de la materia; esta rama de la física también se conoce como física de alta energía, debido a las energías extremadamente altas necesarias para producir muchos tipos de partículas en los aceleradores de partículas. A esta escala, las nociones ordinarias y comunes de espacio, tiempo, materia y energía ya no son válidas.
Las dos principales teorías de la física moderna presentan una imagen diferente de los conceptos de espacio, tiempo y materia de la presentada por la física clásica. Mientras la mecánica clásica aproxima la naturaleza como continua, la teoría cuántica se ocupa de la naturaleza discreta de muchos fenómenos a nivel atómico y subatómico y de los aspectos complementarios de las partículas y las ondas en la descripción de dichos fenómenos. La teoría de la relatividad se ocupa de la descripción de los fenómenos que tienen lugar en un marco de referencia que está en movimiento con respecto a un observador: la teoría especial de la relatividad, por un lado, se ocupa del movimiento en ausencia de campos gravitatorios y la teoría general de la relatividad, por otra parte (más amplia y general), del movimiento y su conexión con la gravitación. Tanto la teoría cuántica como la teoría de la relatividad encuentran sus aplicaciones en prácticamente todas las áreas de la física moderna.

## Filosofía de la física
La filosofía de la física se refiere al conjunto de reflexiones filosóficas sobre la interpretación, epistemología y principios rectores de las teorías físicas y la naturaleza de la realidad. Aunque raramente la exposición estándar de las teorías físicas discute los aspectos filosóficos, lo cierto es que las concepciones filosóficas de los científicos han tenido un papel destacado en el desarrollo de dichas teorías. Esto fue notorio a partir de Newton y Kant, llegando a ser muy importante en el siglo XX, cuando la teoría de la relatividad dio lugar a un análisis minucioso de asuntos tradicionalmente objeto de estudio de la filosofía, como la naturaleza del tiempo y el espacio. La filosofía de la física contribuye a través de la crítica de los productos de la física, retroalimentándola.
En muchos aspectos, la física proviene de la filosofía griega. Desde el primer intento de Tales de caracterizar la materia, hasta la deducción de Demócrito de que la materia debería reducirse a un estado invariable, la astronomía ptolemaica de un firmamento cristalino, y el libro de Aristóteles Física (un libro temprano de física, que intentaba analizar y definir el movimiento desde un punto de vista filosófico), varios filósofos griegos avanzaron sus propias teorías de la naturaleza. La física se conoció como filosofía natural hasta finales del siglo XVIII.
Para el siglo XIX, la física se realizó como una disciplina distinta de la filosofía y de las demás ciencias. La física, al igual que el resto de la ciencia, se apoya en la filosofía de la ciencia y en su «método científico» para avanzar en el conocimiento del mundo físico. El método científico emplea el razonamiento a priori así como el razonamiento a posteriori y el uso de la Inferencia bayesiana para medir la validez de una teoría determinada.
El desarrollo de la física ha respondido a muchas preguntas de los primeros filósofos, pero también ha planteado nuevas preguntas. El estudio de las cuestiones filosóficas que rodean a la física, la filosofía de la física, implica cuestiones como la naturaleza del espacio y del tiempo, el determinismo y las perspectivas metafísicas como el empirismo, el naturalismo y el realismo.

## Principales magnitudes físicas
Las unidades indicadas para cada magnitud son las utilizadas en el Sistema Internacional de Unidades. Las unidades en negrita son  básicas, las restantes surgen de otras (son derivadas).
- Geométricas
  - Longitud: cuya unidad es el metro (m)
  - Área: cuya unidad es el metro cuadrado (m2)
  - Volumen: cuya unidad es el metro cúbico (m3)
- Relacionadas con el tiempo y proporciones respecto al tiempo:
  - Tiempo: cuya unidad es el segundo (s)
  - Velocidad: cuya unidad es el metro por segundo (m/s)
  - Aceleración: cuya unidad es el metro por segundo al cuadrado (m/s2)
  - Frecuencia: cuya unidad es el hercio o hertz.
- Relacionadas con la dinámica:
  - Fuerza: cuya unidad es el newton (N)
  - Trabajo: cuya unidad es el julio o joule (J)
  - Energía: cuya unidad es el julio o joule (J)
  - Potencia: cuya unidad es el vatio o watt (W)
- Termodinámicas y relacionadas con la cantidad de materia:
  - Masa: cuya unidad es el kilogramo (kg)
  - Cantidad de sustancia: cuya unidad es el mol
  - Temperatura: cuya unidad es el kelvin (K)
  - Presión: cuya unidad es el pascal (Pa)